# Libya (mitologie)
În mitologia greacă, Libya este fiica lui Epafos, regele Egiptului și a lui Memphis. Libya a avut doi fii cu Poseidon, pe Belus și Agenor.
1. ↑  RSKD / Agenor[*] Verificați valoarea |titlelink= (ajutor)
2. ↑  RSKD / Danaus[*] Verificați valoarea |titlelink= (ajutor)
3. ↑  1.44.3, Description of Greece[*]